# Дєжкіна Христина Сергіївна
Христи́на Сергі́ївна Дє́жкіна (народилася 29 січня 1984) — українська волейболістка, ліберо. Майстер спорту.
Кар'єра: «Керкінітида» (м. Євпаторія, 1996—2008), «Сєвєродончанка» (м. Сєвєродонецьк, 2008—2010).
Чемпіонка України (1): 2008—09, володарка Кубка України (1): 2008—09.
Гравець національної збірної України. Дебютувала у 2009 році. У складі збірної України бронзовий призер кубка Президента Республіки Казахстан (2010).
Індивідуальні досягнення: найкраща ліберо чемпіонату України (1): 2008—2009.